# Ti porto in Africa
Ti porto in Africa è un album di Mango pubblicato l'11 giugno 2004.

## Tracce
1. Francesco (Pino Mango, Rocco Petruzzi) - 5:38
2. Ti porto in Africa (Pino Mango, Rocco Petruzzi) - 4:05
3. Tutto l'amore che conta davvero (Pino Mango, Rocco Petruzzi) - 4:49
4. Eccoti, folle d'amore (Pino Mango, Rocco Petruzzi) - 4:15
5. Sabbia e nuvole (Pino Mango, Rocco Petruzzi) - 4:23
6. Se con un t'amo (Pino Mango, Rocco Petruzzi) - 5:04
7. Forse che sì, forse che no (feat. Lucio Dalla) (Pino Mango) - 4:52
8. Dal silenzio a un bacio (Pino Mango) - 3:55
9. Io ti vorrei parlare (Pino Mango) - 3:38
10. Saturday (David Gerard Christi Dewaele, Stephen Antoine Clem Dewaele) - 3:13

## Classifiche
| Classifica | Posizione massima |
| ---------- | ----------------- |
| Italia     | 5                 |

### Classifiche di fine anno
| Classifica (2004) | Posizione |
| ----------------- | --------- |
| Italia            | 65        |

## Formazione
- Mango: pianoforte, voce, chitarra
- Rocco Petruzzi: tastiera, programmazione
- Giancarlo Ippolito: batteria
- Nello Giudice: basso
- Graziano Accinni: chitarra
- Moreno Touché: percussioni
- Tony Pujia: chitarra
- Pasquale Laino: duduk, sax
- Riccardo Manzi: charango (in Eccoti folle d'amore)
- Antonello Mango: basso (in Dal silenzio a un bacio)
- Laura Valente, Rosa Lembo, Simona Spadaccia, Delio Caporale: cori (in Francesco)

Altri musicisti
- I Klatzroym in Forse che sì, forse che no
- Archi: Orchestra "D.I.M.I.". Scritti da Rocco Petruzzi e diretti da Pasquale Laino

## Staff tecnico
- Preproduzione: Mango e Rocco Petruzzi presso lo studio Small Stone - Roma
- Registrato allo Studio Quattrouno (Roma) e missato presso lo studio Alari Park - Cernusco Sul Naviglio - da Lorenzo Cazzaniga
- Assistenti: Marco Salvatore e Gabriele Di Domenico (Quattrouno), Roberto Di Falco e Massimo Viscardi (Alari Park)
- Masterizzato da: Greg Calvi presso lo studio Sterling - Sound - New York
- Nel brano Forse che sì, forse che no Lucio Dalla appare per gentile concessione della Pressing - Line s.r.l.
- Copertina e design: A. Bertusi - E. Franchini - V. Gazzoni, per Chiaroscuro (Bologna)
- Management: Maurizio Salvatori per P.M. Milano
- Booking: Francesca Rubino - Clear Channel (Milano)
- Edizioni: Sabbia e Nuvole s.r.l./Warner Chappell Italiana s.r.l., tranne Saturday di S. Dawaele / D. Dawaele, Edizioni: Fairwest Music Italia / Sabbia e Nuvole s.r.l.